# فيليب فيرست
فيليب فيرست (بالألمانية: Philipp Fürst)‏ هو لاعب جمباز فني ألماني، ولد في 8 نوفمبر 1936 في لودفيغسهافن في ألمانيا، وتوفي بنفس المكان في 6 نوفمبر 2014.

## وصلات خارجية
- فيليب فيرست على موقع أوليمبيديا (الإنجليزية)